# Microphthalmus pettiboneae
Microphthalmus pettiboneae är en ringmaskart som beskrevs av Riser 2000. Microphthalmus pettiboneae ingår i släktet Microphthalmus och familjen Hesionidae. Inga underarter finns listade i Catalogue of Life.